# اسکیپی
اسکیپی کانگوروی بوته زار مجموعه تلویزیونی محصول استرالیا است که از ۱۹۶۵ تا ۱۹۶۸ تولید شد و در تلویزیون بسیاری از کشورهای جهان، از جمله ایران، پخش شده‌است. این مجموعه کودکانه شرح ماجراهای یک کانگوروی شجاع (اسکیپی)، صاحب نوجوان او و جنگلبانان پارک ملی واراتا در دافیز فورست، نیوساوت ولز است.
این مجموعه در سه فصل و مجموعاً در نود و یک قسمت تولید شد. جان مک‌کالوم سازنده این مجموعه در سال ۲۰۱۰ درگذشت.